# Ангел Ангелов (генерал, р. 1914)
Вижте пояснителната страница за други личности с името Ангел Ангелов.
Ангел Стоянов Ангелов е български офицер, генерал-майор.

## Биография
Роден е на 25 януари 1914 г. в пернишкото село Мисловщица. През 1933 г. завършва реална гимназия в Трън. След това и Педагогическия институт в Дупница. От 1936 до 1937 г. учи в Школата за запасни офицери. От 1938 г. е член на РМС, а от 1942 г. на БКП. На 31 януари 1941 г. е произведен в чин подпоручик от запаса. На 1 март същата година е мобилизиран и назначен за командир на взвод в първи конен артилерийски полк на втори български окупационен корпус. На 30 август същата година е освободен от поста. Между 1942 и 1943 г. е ятак на Трънския партизански отряд. Арестуван през 1943 г. и осъден на доживотен затвор. Излиза на 8 септември 1944 г. В периода 15 септември-23 декември 1944 г. е командир на взвод в 1-ви гвардейски артилерийски полк. Между 23 декември 1944 и 31 януари 1946 г. е помощник-командир на 1-ви гвардейски артилерийски полк, считано от 15 септември 1944 г. С полка участва в Нишката операция. От 1 февруари 1946 до 11 май 1947 г. завежда политическото образование на четвърти артилерийски полк. В периода 12 май-2 декември 1947 г. временно изпълнява длъжността заместник-командир по политическата част на четвърти артилерийски полк. От 3 до 16 декември 1947 г. временно изпълнява длъжността командир на О.В. минохвъргачен полк. Между 17 декември 1947 и 17 януари 1949 г. е командир на четвърти дивизионен артилерийски полк. Изкарва курс във Висшата офицерска артилерийска школа в Санкт Петербург, СССР (18 януари-21 декември 1949). От 22 декември 1949 до 22 януари 1950 г. е временно изпълняващ длъжността началник на Висш офицерски курс в София. От 27 януари 1950 до 9 декември 1951 г. е началник на артилерията на българската армия.
Между 10 декември 1951 и 22 юни 1952 г. е на разпореждане на Управление „Кадри“. В периода 23 юни 1952 г.-27 ноември 1955 г. е началник на Висшата офицерска артилерийска школа в Самоков. През 1952 г. е наказан с порицание, защото е скрил, че е бил член на БЗНС „Пладне“ до 1937 и е контактувал с Г.М.Димитров, че не се е държал добре в полицията през 1943 г. На 28 ноември 1955 г. е назначен за началник на Зенитното училище в Горна Оряховица и началник на Военното артилерийско училище. Остава на тези постове до 13 октомври 1959. Учи задочно във Военната академия. След това е бил началник на Военно-строително управление към Министерството на отбраната и други. (14 октомври 1959 – 26 февруари 1969 г.) От 27 февруари 1969 до 29 април 1970 г. е началник на Строително-експлотационно управление на Министерството на отбраната. В периода 30 април 1970 – 5 октомври 1973 г. е началник на Централно управление „Интендантско обслужване“. Между 6 октомври 1973 и 17 април 1974 г. отново е на разпореждане на Министерството на отбраната по щат А-203/70. От 18 февруари 1974 до 29 септември 1975 г. работи в Института по военна история на Генералния щаб. Излиза в запас на 10 ноември 1975 г. Утвърден за АБПФК през 1960 г. Умира на 22 октомври 1980 г.

## Образование
- Реална гимназия, Трън (1933)
- Педагогически институт в Дупница
- Школа за запасни офицери (1936 – 1937)
- Висша офицерска артилерийска школа в Санкт Петербург, курс (18 януари-21 декември 1949)
- Военна академия „Георги Раковски“

## Военни звания
- запасен подпоручик (31 януари 1941)
- поручик (1944)
- капитан (1945)
- майор (1946)
- подполковник (1946)
- полковник (1950)
- генерал-майор (8 септември 1950)[7]

## Награди
- Медал „За безупречна служба“ – II ст.
- Медал „За безупречна служба“ – I ст.
- Съветски медал „За боева заслуга“
- Медал „25 години народна власт“
- Медал „30 години социалистическа революция“
- Съветски орден „Отечествена война“ – II ст.
- „Червено знаме“
- „Народна република България“ – II ст.
- „9 септември 1944 г.“ – II и I ст. с мечове